# Kergloff
Kergloff (en bretó Kerglof) és un municipi francès, situat a la regió de Bretanya, al departament de Finisterre. L'any 2006 tenia 886 habitants.

## Demografia
| 1962                                       | 1968 | 1975 | 1982 | 1990 | 1999 |
| ------------------------------------------ | ---- | ---- | ---- | ---- | ---- |
| 762                                        | 630  | 558  | 610  | 720  | 745  |
| Des de 1962: població sense dobles comptes |      |      |      |      |      |

## Administració
| Període | Identitat         | Partit |
| ------- | ----------------- | ------ |
| 2001-   | Pierrot Belleguic |        |

## Personatges il·lustres
- Sebastian Ar Balp, líder de la Revolta dels Barrets Vermells.